# Ter Borg
Ter Borg is een buurtschap in de gemeente Westerwolde in de Nederlandse provincie Groningen.

## Naam
De herkomst van de naam Ter Borg is onbekend. 'Borg' komt mogelijk van 'berg', waarmee de nabijgelegen Kleerberg bedoeld zou kunnen zijn. Volgens een volksverhaal zou de naam afkomstig zijn van een borg die er in de middeleeuwen zou hebben gestaan. Er is tot op heden echter geen enkele aanwijzing of bewijs gevonden van het bestaan hiervan. De boerderijen aan de Borgerweg 1 en 3 werden vroeger bewoond door de familie Ter Borg, die zichzelf vernoemde naar het gehucht. Na het overlijden van de laatste leden van deze familie (de broers Jurjen en Aike) in 1964, werd een stichting opgericht voor het onderhoud aan het bezit van de familie. Deze stichting werd J. en A. Ter Borg gedoopt naar de initialen van de beide broers. De stichting verhuurt de beide boerderijen en verpacht de 100 hectare die erbij behoort. Met het geld worden beide boerderijen onderhouden.

## Geografie en geschiedenis
Ter Borg ligt iets ten zuiden van Sellingen aan een doodlopend zijweggetje van de N976, de doorgaande weg van Ter Apel naar Winschoten. De Ruiten-Aa stroomt ten westen van het gehucht. Ten westen van Ter Borg en de Ruiten Aa ligt de Hooge Esch. Mogelijk werd dit akkercomplex al bewoond in het neolithicum. De top van het relatief hoge escomplex is aangetast. Ten oosten van Ter Borg lag vroeger de Lauder Esch.
Ter Borg zelf is mogelijk ontstaan in de middeleeuwen. Het is van oorsprong een hoevenederzetting. Het gebied rond Ter Borg werd vroeger wel aangeduid als  't Börger Hammerk; de hamrik (buurt) rond Ter Borg. Dit gebied ten westen van Ter Borg was niet geschikt voor de landbouw en bestond voornamelijk uit uitgestrekte heidevelden. In de jaren 1930 is een groot deel van de heide beplant met voornamelijk naaldbomen om deze voor landbouw ongeschikte 'woeste gronden' toch productief te kunnen gebruiken als productiebos. Dit productiebos werd uiteindelijk in de jaren zeventig aangewezen als natuurgebied Ter Borg. Door bedrijfsverplaatsing en grondruil is het natuurgebied sindsdien verder uitgebreid. Binnen het bosgebied is een deel van het oorspronkelijke heideveld bewaard gebleven. Dit heideveld heeft een oppervlakte van 35 hectare en is daarmee het grootste aaneengesloten heideveld van de provincie Groningen. Het is in beheer bij Staatsbosbeheer, die een schaapskudde heeft geherintroduceerd om de heide open te houden en het productiebos deels probeert om te vormen tot natuurbos. Rond 2000 verkeerde het natuurgebied in slechte staat als gevolg van jarenlang achterstalling onderhoud. Ook de buurtschap maakte toen een slechte indruk. Een herstelproject werd in gang gezet, waardoor het gebied beter toegankelijk werd voor het toerisme en het landschapsbeheer werd bevorderd. In 2005 werd door Staatsbosbeheer het kanaal Beetserwatering (dat al honderd jaar door het natuurgebied liep ter bevordering van de landbouw rond Ter borg) gedempt om het heidegebied drassiger te maken om zo de uitdroging van de heide te doen stoppen en de flora en fauna te bevorderen.
In het natuurgebied Ter Borg ligt ook een heuveltje waar zich vroeger waarschijnlijk een joodse begraafplaats heeft bevonden, waarvan nu boven de grond echter niets meer resteert. De grond werd ter beschikking gesteld door de familie Ter Borg. In 1941 werd ook een heropvoedingskamp van houten barakken van de Nederlandse Arbeidsdienst gebouwd in het huidige natuurgebied, die in 1944 weer werd afgebroken.

## Boerderijen
Ter Borg bestaat uit vier boerderijen, waarvan er drie de status van rijksmonument hebben. Een vijfde monumentale boerderij bevindt zich ten westen van het gehucht aan een deel van de Borgerweg dat is herbestemd tot fietspad (Borgerweg 7).
Aan weerszijden van de weg bij de Ruiten Aa staan: een Westerwoldse boerderij uit 1826 (Borgerweg 3; de gebinten zijn ouder) en een Oldambtster boerderij uit 1863 (Borgerweg 4). Achter de Oldambster boerderij, langs de Ruiten Aa, staat een schaapskooi die is gebouwd in de 17e eeuw en nog steeds gebruikt wordt. Een tweede Oldambtster boerderij uit 1878 bevindt zich verderop aan de weg (Borgerweg 1). De Oldambtster boerderij werd pas na 1870 in Westerwolde geïntroduceerd, waarmee dit vroege voorbeelden zijn van toepassing in Westerwolde.

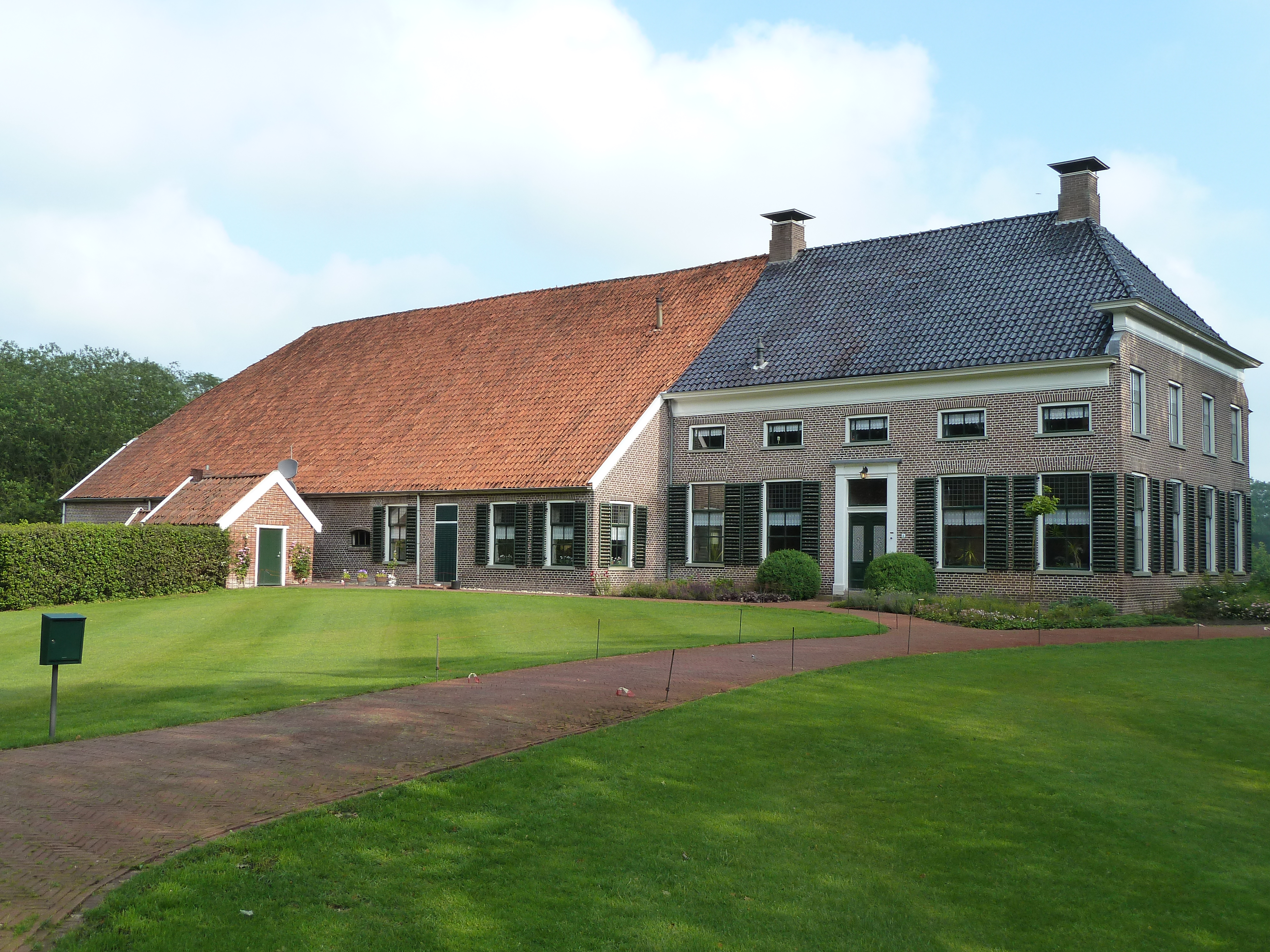
Oldambtster boerderij uit 1876 aan de Borgerweg 4
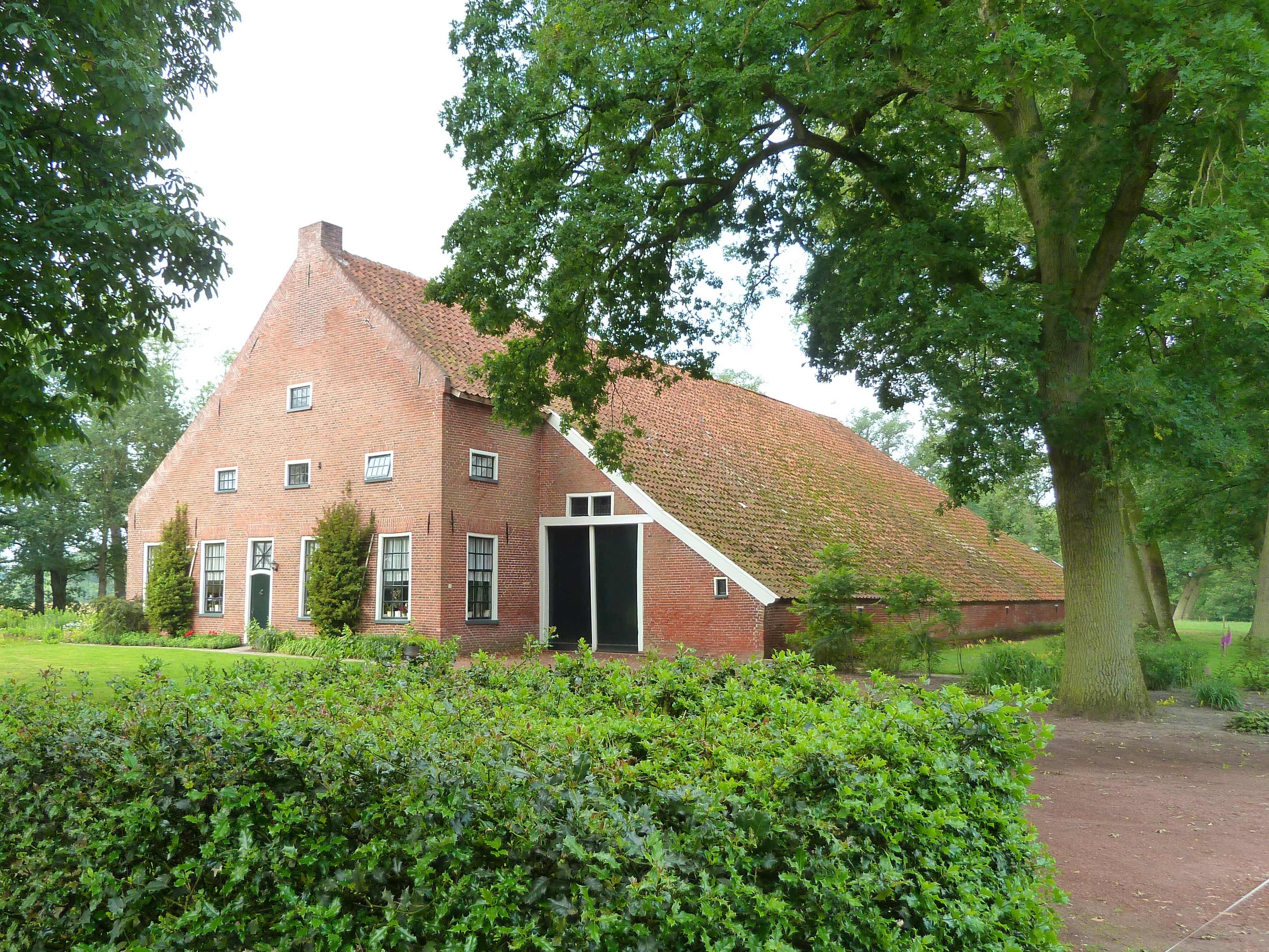
Westerwoldse boerderij uit 1826 aan de Borgerweg 3
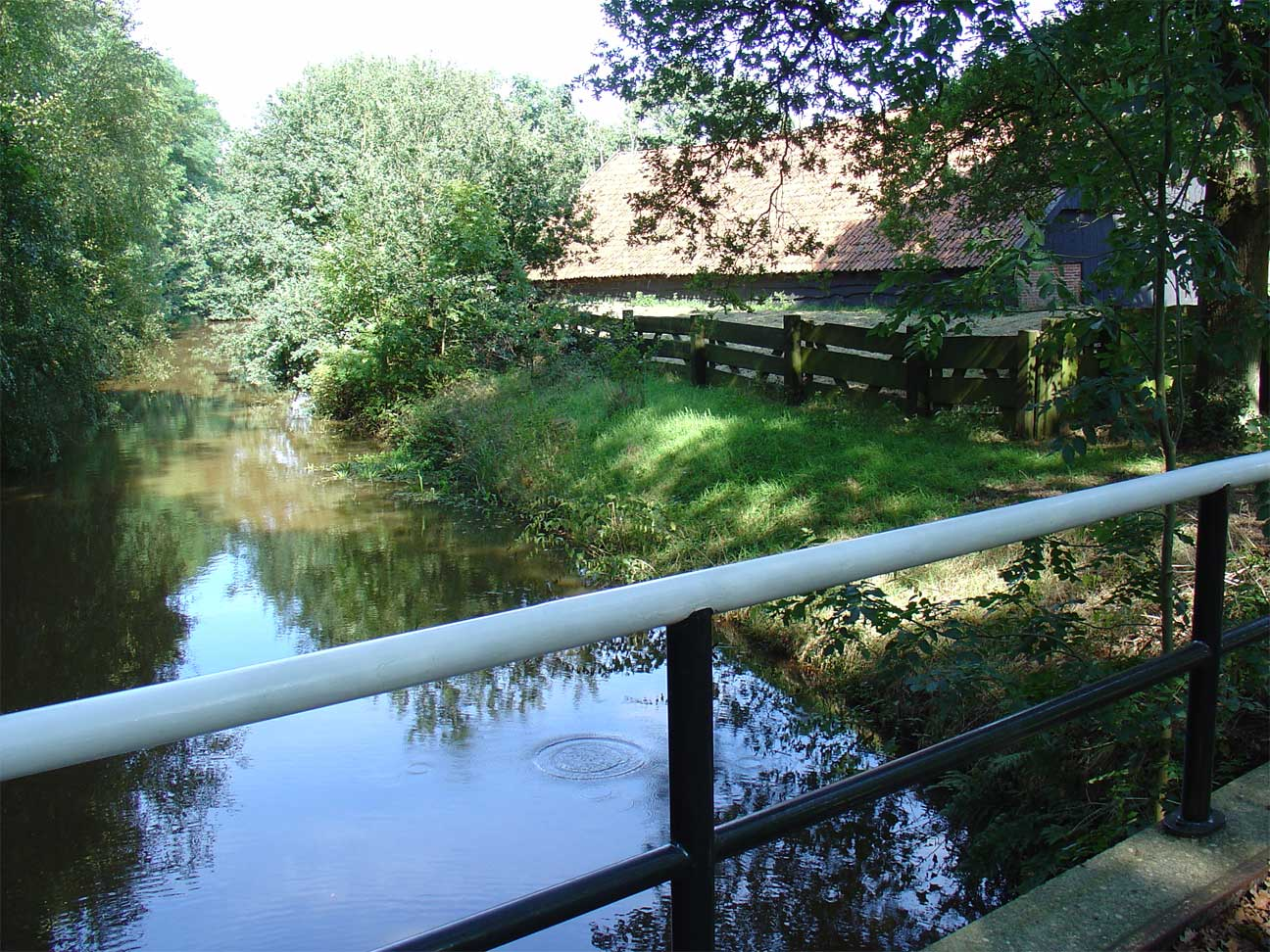
De Ruiten-Aa bij Ter Borg met rechts de schaapskooi